# José Safont Lluch
José Safont Lluch (Vic, 5 de julio de 1803 - Madrid, 13 de diciembre de 1861) fue un empresario y financiero español, hijo del también empresario y financiero José Safont Casarramona.

## Biografía
De abuelos trajineros y tintoreros, enriquecido con numerosas tierras en La Mancha compradas por su padre baratas en grandes lotes gracias a la Desamortización de Mendizábal (1836) y heredadas a su muerte en 1841, con la sustanciosa herencia de su padre prosiguió junto a sus hermanos (Jaime era administrador de bienes nacionales en la provincia de Barcelona; Miguel y Manuel adquirieron bienes desamortizados en Madrid y Toledo por el valor de cuatro millones de reales) sus negocios y arrendó el estanco del papel sellado. Ya, de hecho, había adquirido, como sus hermanos Miguel y Manuel, bienes nacionales por valor de 3.757.000 reales.
Pero heredó algo quizá más valioso: los contactos y amistades liberales en el Estado del padre. Colaboró con el financiero y político José de Salamanca en la construcción del ferrocarril de Aranjuez. Creó además la primera gran fundición metalúrgica en Madrid y era propietario de numerosos molinos en el río Tajo, en Toledo, entre otras variadísimas y sustanciosas actividades. No poca ayuda consiguió en ellas gracias a haber sido nombrado administrador de los bienes del Marqués de Besora, del Conde de las Navas y del Conde de Santa Coloma. Logró contratas ("asientos") del estado para vestir al ejército, participó en la explotación de minas de carbón en Asturias, prestó dinero al gobierno liberal, se vinculó al monopolio de la sal en Cataluña; se hizo propietario de la fábrica de combustible para el alumbrado público; logró contratos para fundir cañones para el ejército, raíles para el ferrocarril, grúas para los puertos... Adquirió incontables y valiosas fincas en Madrid y en Santa Perpetua de Moguda, Tiana, Vich, Santa Eugenia y numerosas casas y otras propiedades, especialmente en Lérida, casi todas de la Iglesia. Solía pagar en títulos y acudían como representantes suyos su hermano pequeño Manuel Safont y J. A. Morlius. También se apropió de fincas excelentes en Sevilla, Gerona, Ciudad Real, Ávila, Mallorca y Segovia, aunque ya durante el Trienio Liberal (1820-1823) había conseguido muchas bajo el nombre de la Sociedad Riera, Casals y Remisa.
Tenía casas propias en Madrid y en Barcelona. Murió según algunos ahogado en el río Jarama y según la partida de defunción oficial por un «ántrax gangrenoso». Era caballero de la Real Orden de Carlos III y a su entierro acudieron, entre otros, Pascual Madoz y Bravo Murillo. Sin descendencia directa, heredó su fortuna la hija de su hermano Manuel, Josefa Safont y Quiroga.